# Unione Sportiva Feltrese
La Feltrese, nota storicamente come Unione Sportiva Feltrese e negli ultimi anni come Union Feltre, è stata una società calcistica italiana con sede nella città di Feltre.
Dalla stagione 2016-2017 alla stagione 2020-2021 ha militato in Serie D, quarta divisione del campionato italiano di calcio.
Al termine della stagione 2020-2021 il club ha cessato l'attività fondendosi con l'A.C. Belluno e l'Union San Giorgio Sedico dando vita alla Dolomiti Bellunesi, militante dalla stagione 2021-2022 in Serie D, con l'intento di formare una squadra rappresentativa dell'intera provincia di Belluno.

## Storia

### A.C. Feltre e U.S. Feltrese
Nel 1909 si formarono a Feltre due squadre: "Volontaria" e "Studentesca". Dalla loro fusione, a cavallo tra il 1909 ed il 1910, nacque la società A.C. Feltre.
Inizialmente la società feltrina utilizzò maglie a strisce orizzontali, mentre i colori sociali furono il rosso ed il verde fino allo scoppio della Grande Guerra. In seguito, il colore sociale diventerà il granata.
| Manica sinistra · Maglietta · Maglietta · Manica destra · Pantaloncini · Calzettoni |
| La prima divisa dell'AC Feltre (1910)                                               |

| Manica sinistra · Maglietta · Manica destra · Pantaloncini · Calzettoni |
| La divisa dell'U.S. Feltrese (1919-2016)                                |

Nella stagione 1920-1921 la Società prende il nome di U.S. Feltrese. Nel 1922 la Feltrese partecipa alla prima edizione della Coppa Italia.
Durante la stagione 1923-1924 ha avuto tra le proprie file Antonio Vojak, il futuro attaccante di Juventus e Napoli. Lo stesso Vojak ritornerà a Feltre da allenatore nella stagione 1951-1952.
Nel 1927 la società cambia nome in A.C. Mezzomo in onore a Gianvittore Mezzomo, giovane fascista di Feltre caduto in una spedizione a Cittadella, il 6 maggio 1921, assieme a Giambattista Fumei, uno studente di Agordo. La squadra manterrà questo nome fino al 1935, anno in cui riprenderà il nome di U.S. Feltrese.
Nella stagione 1929-30 partecipa al campionato nazionale di Seconda Divisione nel girone D.
Dopo la Seconda Guerra mondiale, dalla stagione 1945-46, parteciperà per tre anni al campionato di Serie C. Nelle stagioni 1949-50 e 1951-52 partecipa al campionato di Promozione Interregionale nel girone B.
Nella stagione 1957-58 partecipa al Campionato Nazionale Dilettanti nel girone D.
Nel 1985 si fonde con la società Prealpi e prende il nome di U.S. Feltreseprealpi Calcio.
Nell'estate del 1998 si fonde con il Sedico Calcio, assumendo la denominazione di U.S. FeltreseSedico. Dalla stagione 2000-2001, la società riprende il nome di U.S. Feltreseprealpi.

### Union Feltre
Il 29 aprile 2016, in seguito all'assemblea costituente dei soci dell'U.S. Feltreseprealpi Calcio e dell'A.S.D. Union Ripa La Fenadora (società fondata nel luglio 2008 a seguito della fusione tra l'A.C. Seren La Fenadora di Seren del Grappa e l'A.C.D. Ripa 2000 di Pedavena) si formalizza la confluenza tra le due società, che dà luogo all'A.S.D. Union Feltre, che si propone di unire la storia calcistica della città di Feltre a quella dei comuni limitrofi.
Beneficiando del titolo sportivo dell'Union Ripa, la società unificata verde-granata (che recupera gli originali colori sociali feltrini) debutta in Serie D nella stagione 2016-17.
Nel 2017, la società cambia la propria denominazione in Union Feltre S.S.D.
Al termine della stagione 2020-2021, terminata con una salvezza agguantata all'ultima giornata, la società si fonde con altre due realtà calcistiche della provincia di Belluno, il Belluno e l'Union S. Giorgio Sedico, dando vita alla Dolomiti Bellunesi.

## Strutture

### Stadio
L'Union Feltre disputa le partite casalinghe allo stadio comunale "Zugni Tauro" di Feltre, inaugurato nella stagione calcistica 1920-1921 (con denominazione di campo sportivo Le Venture) e ristrutturato negli anni 2000.
L'impianto è ubicato nella zona limitrofa all'Ospedale di Feltre e dispone di un campo in erba naturale, attorno al quale si sviluppa una pista di atletica leggera. Gli spalti hanno una capienza di circa 1300 spettatori, suddivisi in una tribuna coperta ed una gradinata scoperta.
Lo stadio è intitolato alla memoria di Libero Zugni-Tauro, eroe della prima guerra mondiale e medaglia d'argento al valor militare.
Durante il ventennio fascista l'arena fu invece intitolata al caduto fascista Gianvittore Mezzomo.

### Centro di allenamento
L'Union Feltre dispone di tre campi da calcio per le proprie sedute di allenamento:
- il campo sintetico di Celarda, frazione di Feltre;
- il campo sintetico presso gli impianti sportivi Boscherai a Pedavena;
- il campo sportivo di Rasai, frazione di Seren del Grappa.

## Società

### Settore giovanile
Dal 2016 il settore giovanile dell'Union Feltre è affiliato a quello dell'Atalanta Bergamasca Calcio.
Diverse società calcistiche locali sono a loro volta affiliate al settore giovanile dell'Union Feltre S.S.D. nell'ambito dell'iniziativa Società Amiche, tra cui l'A.S.D. Cavarzano Oltrardo e l'U.S.D. Juventina Mugnai.

## Allenatori e presidenti
| Allenatori - 1926-1928 Remo Facchin - 1928-1929 Silvano Facchin - 1929-1934 Remo Facchin e Pino Zugni Tauro - 1934-1940 Alfredo De Lucia - 1945-1946 Manetti - 1946-1947 Fuser - 1947-1948 Fuser Edmondo Bonansea - 1948-1950 Edmondo Bonansea - 1950-1951 Armando Domenichini e Remo Vieceli - 1951-1952 Antonio Vojak - 1952-1953 Piero Brentel - 1953-1954 Edmondo Bonansea - 1954-1955 Edmondo Bonansea Bruno Pellegrinet - 1955-1958 Bruno Pellegrinet - 1958-1960 Piero Brentel - 1960-1962 Bruno Pellegrinet - 1962-1964 Raoul Bortoletto - 1964-1965 Raoul Bortoletto Mario Alfonsi - 1965-1967 Mario Alfonsi - 1967-1968 Antonio Gemo - 1968-1969 Antonio Gemo Piero Brentel - 1969-1970 Gianni Vecil - 1970-1971 Valerio Bettega Piero Brentel - 1971-1972 Bruno Pellegrinet Tullio De Bastiani - 1972-1974 Sergio Cappello - 1974-1975 Piero Basei - 1975-1976 Isaia Petrin - 1976-1977 Antonio Righetto - 1977-1978 Antonio Righetto Gildo Soppelsa - 1978-1979 Giovanni Bubacco - 1979-1980 Valerio Bettega - 1980-1981 Valerio Bettega Gabriele Spada - 1981-1982 Gabriele Spada - 1982-1983 Gabriele Spada Ivano Pegoraro - 1983-1984 Ivano Pegoraro - 1984-1985 Renzo Dalle Crode - 1985-1987 Livio Gallio - 1987-1989 Roberto Gelisio - 1989-1991 Ivano Pegoraro e Claudio Dalla Palma - 1991-1992 Antonio De Luca - 1992-1993 Antonio De Luca Lorenzi Terzo - 1993-1994 Roberto Gelisio - 1994-1995 Livio Gallio - 1995-1996 Livio Gallio Carlo Osellame - 1996-1997 Roberto Pavan Enrico De Faveri - 1997-1998 Antonio Tormen - 1998-1999 Antonio Tormen Claudio Dalla Palma - 1999-2000 Rinaldo Cavasin Gianfranco Borgato - 2000-2001 Gianfranco Borgato - 2001-2002 Stefano Bellumat - 2002-2003 Nelso Ridolfo - 2003-2004 Nelso Ridolfo Dario Tollardo - 2004-2008 Dario Tollardo - 2008-2009 Enrico Franco - 2009-2010 Enrico Franco Michele Baldi - 2010-2011 Alberto Pisani - 2011-2014 Marco Marchetti - 2014-2015 Pietro Armenise - 2015-2016 Wladimiro Remonato Mario Vittadello Giovanni Pelligra - 2016-2017 Giuseppe Bianchini - 2017-2018 Andrea Pagan Sandro Andreolla - 2018-2019 Sandro Andreolla - 2019-2020 Sandro Andreolla - 2020-2021 Sandro Andreolla Paolo Favaretto Andrea Zanuttig | Presidenti - 1910-1911 Gustavo Cecchin - 1912-1915 Remo Facchin - 1915-1925 Antonio Nicolao - 1926-1927 Arturo Chizzolini - 1927-1928 ? - 1928-1930 Vigna Oberdan - 1930-1932 Guido De Cet - 1932-1934 Conte Leopoldo Zasio - 1934-1935 Spartaco Zugni Tauro - 1935-1940 Antonio Rossi - 1945-1946 Primo Dalla Corte - 1946-1947 Piero Bonsembiante - 1947-1953 Mario Luciani - 1953-1954 Primo Dalla Corte - 1954-1967 Piero Bonsembiante - 1967-1970 Giangi Bonzo - 1970-1974 Pietro Nicolao - 1974-1980 Settimo Merotto - 1980-1981 Franco Conte - 1981-1983 Giuliano Ruzzetta - 1983-1987 Sergio Maccagnan - 1987-1997 Alberto Curto - 1997-1999 Gianfranco Sacchet - 1999-2001 Dario Cremonese - 2001-2007 Primo Torresin - 2007-2012 Marino Maccagnan - 2012-2016 Alberto Brambilla - 2016-2021 Nicola Giusti |

## Palmarès

### Competizioni regionali
- Prima Divisione: 2

1948-1949, 1954-1955
- Campionato italiano di terza divisione: 1

1928-1929 (girone B)

## Statistiche e record

### Partecipazione ai campionati nazionali e interregionali
| Livello | Categoria         | Partecipazioni | Debutto   | Ultima stagione | Totale |
| ------- | ----------------- | -------------- | --------- | --------------- | ------ |
| 3º      | Serie C           | 3              | 1945-1946 | 1947-1948       | 3      |
| 4º      | Seconda Divisione | 1              | 1929-1930 | 1929-1930       | 7      |
| 4º      | Promozione        | 2              | 1949-1950 | 1951-1952       | 7      |
| 4º      | Serie D           | 5              | 2016-2017 | 2020-2021       | 7      |

### Partecipazione alle coppe professionistiche nazionali
| Competizione | Partecipazioni | Debutto | Ultima stagione | Totale |
| ------------ | -------------- | ------- | --------------- | ------ |
| Coppa Italia | 1              | 1922    | 1922            | 1      |